# Dubai Creek Tower
Dubai Creek Tower (arab. برج خور دبي) – budowana wieża obserwacyjna w Dubaju. Budynek został zaprojektowany przez hiszpańskiego architekta Santiago Calatravę, a jego projekt jest inspirowany kwiatem lilii oraz tradycyjnymi arabskimi minaretami. Wstępny koszt budowy wieży został oszacowany na 1 miliard dolarów amerykańskich. Budowa wieży rozpoczęła się w październiku 2016 roku, oryginalnie miała zostać ukończona w 2020 roku, jednak w kwietniu 2020 roku konstrukcja została wstrzymana z powodu pandemii COVID-19. W 2024 roku wznowiono budowę. Wysokość wieży początkowo była szacowana na 1345 metrów, jednak w lutym 2024 roku ogłoszono, że została ona zmniejszona do wysokości mniejszej od wysokości Burdż Chalify.